# Tirreno-Adriatico 2007
La Tirreno-Adriatico 2007, quarantaduesima edizione della corsa e valevole come seconda prova del circuito UCI ProTour 2007, si svolse in sette tappe dal 14 al 20 marzo 2007 e affrontò un percorso totale di 1112,5 km, con partenza da Civitavecchia e arrivo a San Benedetto del Tronto. Fu vinta dal tedesco Andreas Klöden dell'Astana che si impose in 27 ore 32 minuti e 14 secondi, alla media di 38,97 km/h.

## Tappe
| Tappa  | Data     | Percorso                                                | km      | Vincitore di tappa | Leader cl. generale |
| ------ | -------- | ------------------------------------------------------- | ------- | ------------------ | ------------------- |
| 1ª     | 14 marzo | Civitavecchia > Civitavecchia                           | 175     | Robbie McEwen      | Robbie McEwen       |
| 2ª     | 15 marzo | Civitavecchia > Marsciano                               | 202     | Aleksandr Arekeev  | Aleksandr Arekeev   |
| 3ª     | 16 marzo | Marsciano > Macerata                                    | 213     | Riccardo Riccò     | Aleksandr Arekeev   |
| 4ª     | 17 marzo | Pievebovigliana > Offagna                               | 161     | Riccardo Riccò     | Riccardo Riccò      |
| 5ª     | 18 marzo | Civitanova Marche > Civitanova Alta (Cron. individuale) | 20,5    | Stefan Schumacher  | Stefan Schumacher   |
| 6ª     | 19 marzo | San Benedetto del Tronto > San Giacomo                  | 164     | Matteo Bono        | Andreas Klöden      |
| 7ª     | 20 marzo | Civitella del Tronto > San Benedetto del Tronto         | 177     | Koldo Fernández    | Andreas Klöden      |
| Totale | Totale   | Totale                                                  | 1 112,5 |                    |                     |

## Squadre partecipanti
Alla corsa parteciparono 22 squadre, tra le quali 19 avevano licenza UCI ProTeam e 3 - Acqua & Sapone-Caffè Mokambo, Panaria-Navigare e Tinkoff Credit Systems, erano squadre Professional Continental, invitate tramite wild-card.
| N.      | Cod. | Squadra                      |
| ------- | ---- | ---------------------------- |
| 1-8     | RAB  | Rabobank                     |
| 11-18   | ASA  | Acqua & Sapone-Caffè Mokambo |
| 21-28   | A2R  | AG2R Prévoyance              |
| 31-38   | AST  | Astana                       |
| 41-48   | BTL  | Bouygues Télécom             |
| 51-58   | GCE  | Caisse d'Epargne             |
| 61-68   | PAN  | Panaria-Navigare             |
| 71-78   | COF  | Cofidis                      |
| 81-88   | C.A  | Crédit Agricole              |
| 91-98   | DSC  | Discovery Channel            |
| 101-108 | EUS  | Euskaltel-Euskadi            |

| N.      | Cod. | Squadra                |
| ------- | ---- | ---------------------- |
| 111-118 | FDJ  | Française des Jeux     |
| 121-128 | GST  | Team Gerolsteiner      |
| 131-138 | LAM  | Lampre-Fondital        |
| 141-148 | LIQ  | Liquigas               |
| 151-158 | PRL  | Predictor-Lotto        |
| 161-168 | QSI  | Quick Step-Innergetic  |
| 171-178 | SDV  | Saunier Duval-Prodir   |
| 181-188 | CSC  | Team CSC               |
| 191-198 | MRM  | Team Milram            |
| 201-208 | TCS  | Tinkoff Credit Systems |
| 210-218 | TMO  | T-Mobile Team          |

## Dettagli delle tappe

### 1ª tappa
- 14 marzo: Civitavecchia > Civitavecchia - 175 km

Risultati
| Pos. | Corridore     | Squadra         | Tempo    |
| ---- | ------------- | --------------- | -------- |
| 1    | Robbie McEwen | Predictor       | 4h34'24" |
| 2    | Óscar Freire  | Rabobank        | s.t.     |
| 3    | Thor Hushovd  | Crédit Agricole | s.t.     |

| Pos. | Corridore     | Squadra         | Tempo    |
| ---- | ------------- | --------------- | -------- |
| 1    | Robbie McEwen | Predictor       | 4h34'14" |
| 2    | Óscar Freire  | Rabobank        | a 4"     |
| 3    | Thor Hushovd  | Crédit Agricole | a 6"     |

### 2ª tappa
- 15 marzo: Civitavecchia > Marsciano – 202 km

Risultati
| Pos. | Corridore         | Squadra      | Tempo    |
| ---- | ----------------- | ------------ | -------- |
| 1    | Aleksandr Arekeev | Acqua & Sap. | 4h51'41" |
| 2    | Daniele Contrini  | Tinkoff      | a 29"    |
| 3    | Sven Krauß        | Gerolsteiner | s.t.     |

| Pos. | Corridore         | Squadra      | Tempo    |
| ---- | ----------------- | ------------ | -------- |
| 1    | Aleksandr Arekeev | Acqua & Sap. | 9h25'52" |
| 2    | Daniele Contrini  | Tinkoff      | a 32"    |
| 3    | Sven Krauß        | Gerolsteiner | a 35"    |

### 3ª tappa
- 16 marzo: Marsciano > Macerata – 213 km

Risultati
| Pos. | Corridore           | Squadra       | Tempo    |
| ---- | ------------------- | ------------- | -------- |
| 1    | Riccardo Riccò      | Saunier Duval | 5h41'22" |
| 2    | Aleksandr Vinokurov | Astana        | a 2"     |
| 3    | Andreas Klöden      | Astana        | s.t.     |

| Pos. | Corridore         | Squadra       | Tempo     |
| ---- | ----------------- | ------------- | --------- |
| 1    | Aleksandr Arekeev | Acqua & Sap.  | 15h07'50" |
| 2    | Riccardo Riccò    | Saunier Duval | a 21"     |
| 3    | Óscar Freire      | Rabobank      | a 27"     |

### 4ª tappa
- 17 marzo: Pievebovigliana > Offagna – 161 km

Risultati
| Pos. | Corridore           | Squadra       | Tempo    |
| ---- | ------------------- | ------------- | -------- |
| 1    | Riccardo Riccò      | Saunier Duval | 3h50'22" |
| 2    | Stefan Schumacher   | Gerolsteiner  | a 4"     |
| 3    | Aleksandr Vinokurov | Astana        | s.t.     |

| Pos. | Corridore           | Squadra       | Tempo     |
| ---- | ------------------- | ------------- | --------- |
| 1    | Riccardo Riccò      | Saunier Duval | 18h58'23" |
| 2    | Aleksandr Vinokurov | Astana        | a 16"     |
| 3    | Stefan Schumacher   | Gerolsteiner  | a 20"     |

### 5ª tappa
- 18 marzo: Civitanova Marche > Civitanova Alta – Cronometro individuale – 20,5 km

Risultati
| Pos. | Corridore         | Squadra       | Tempo  |
| ---- | ----------------- | ------------- | ------ |
| 1    | Stefan Schumacher | Gerolsteiner  | 27'08" |
| 2    | Andreas Klöden    | Astana        | a 1"   |
| 3    | Kim Kirchen       | T-Mobile Team | a 6"   |

| Pos. | Corridore           | Squadra      | Tempo     |
| ---- | ------------------- | ------------ | --------- |
| 1    | Stefan Schumacher   | Gerolsteiner | 19h25'51" |
| 2    | Andreas Klöden      | Astana       | a 3"      |
| 3    | Aleksandr Vinokurov | Astana       | a 9"      |

### 6ª tappa
- 19 marzo: San Benedetto del Tronto > San Giacomo – 164 km

Risultati
| Pos. | Corridore         | Squadra    | Tempo    |
| ---- | ----------------- | ---------- | -------- |
| 1    | Matteo Bono       | Lampre     | 4h25'07" |
| 2    | Enrico Gasparotto | Liquigas   | a 32"    |
| 3    | Giovanni Visconti | Quick Step | a 41"    |

| Pos. | Corridore           | Squadra       | Tempo     |
| ---- | ------------------- | ------------- | --------- |
| 1    | Andreas Klöden      | Astana        | 23h52'44" |
| 2    | Kim Kirchen         | T-Mobile Team | a 3"      |
| 3    | Aleksandr Vinokurov | Astana        | a 12"     |

### 7ª tappa
- 20 marzo: Civitella del Tronto > San Benedetto del Tronto – 177 km

Risultati
| Pos. | Corridore         | Squadra      | Tempo    |
| ---- | ----------------- | ------------ | -------- |
| 1    | Koldo Fernández   | Euskaltel    | 4h38'43" |
| 2    | Stuart O'Grady    | Team CSC     | s.t.     |
| 3    | Gabriele Balducci | Acqua & Sap. | s.t.     |

| Pos. | Corridore           | Squadra       | Tempo     |
| ---- | ------------------- | ------------- | --------- |
| 1    | Andreas Klöden      | Astana        | 28h31'26" |
| 2    | Kim Kirchen         | T-Mobile Team | a 4"      |
| 3    | Aleksandr Vinokurov | Astana        | a 13"     |

## Evoluzione delle classifiche
| Tappa              | Vincitore          | Classifica generale | Classifica scalatori | Classifica a punti | Classifica a squadre         |
| ------------------ | ------------------ | ------------------- | -------------------- | ------------------ | ---------------------------- |
| 1ª                 | Robbie McEwen      | Robbie McEwen       | Salvatore Commesso   | Robbie McEwen      | Team CSC                     |
| 2ª                 | Aleksandr Arekeev  | Aleksandr Arekeev   | Fortunato Baliani    | Aleksandr Arekeev  | Acqua & Sapone-Caffè Mokambo |
| 3ª                 | Riccardo Riccò     | Aleksandr Arekeev   | Salvatore Commesso   | Daniele Contrini   | Team Gerolsteiner            |
| 4ª                 | Riccardo Riccò     | Riccardo Riccò      | Salvatore Commesso   | Riccardo Riccò     | Tinkoff Credit Systems       |
| 5ª                 | Stefan Schumacher  | Stefan Schumacher   | Salvatore Commesso   | Andreas Klöden     | Astana                       |
| 6ª                 | Matteo Bono        | Andreas Klöden      | Salvatore Commesso   | Riccardo Riccò     | Tinkoff Credit Systems       |
| 7ª                 | Koldo Fernández    | Andreas Klöden      | Salvatore Commesso   | Riccardo Riccò     | Tinkoff Credit Systems       |
| Classifiche finali | Classifiche finali | Andreas Klöden      | Salvatore Commesso   | Riccardo Riccò     | Tinkoff Credit Systems       |

Maglie indossate da altri ciclisti in caso di due o più maglie vinte
- Nella 2ª tappa Óscar Freire ha indossato la maglia viola al posto di Robbie McEwen.
- Nella 3ª tappa Daniele Contrini ha indossato la maglia viola al posto di Aleksandr Arekeev.
- Nella 5ª tappa Daniele Contrini ha indossato la maglia viola al posto di Riccardo Riccò.

## Classifiche finali

### Classifica generale - Maglia azzurra
| Pos. | Corridore           | Squadra       | Tempo     |
| ---- | ------------------- | ------------- | --------- |
| 1    | Andreas Klöden      | Astana        | 28h31'26" |
| 2    | Kim Kirchen         | T-Mobile Team | a 4"      |
| 3    | Aleksandr Vinokurov | Astana        | a 13"     |
| 4    | Stefan Schumacher   | Gerolsteiner  | a 23"     |
| 5    | Janez Brajkovič     | Discovery Ch. | a 31"     |
| 6    | Jens Voigt          | CSC-Saxo Bank | a 34"     |
| 7    | Vasil' Kiryenka     | Tinkoff       | a 55"     |
| 8    | Evgenij Petrov      | Tinkoff       | a 59"     |
| 9    | Michele Scarponi    | Acqua & Sap.  | a 1'00"   |
| 10   | Michael Boogerd     | Rabobank      | a 1'12"   |

### Classifica a punti - Maglia ciclamino
| Pos. | Corridore           | Squadra       | Punti |
| ---- | ------------------- | ------------- | ----- |
| 1    | Riccardo Riccò      | Saunier Duval | 32    |
| 2    | Daniele Contrini    | Tinkoff       | 31    |
| 3    | Andreas Klöden      | Astana        | 30    |
| 4    | Aleksandr Vinokurov | Astana        | 25    |
| 5    | Stefan Schumacher   | Gerolsteiner  | 24    |

### Classifica scalatori - Maglia verde
| Pos. | Corridore          | Squadra       | Punti |
| ---- | ------------------ | ------------- | ----- |
| 1    | Salvatore Commesso | Tinkoff       | 15    |
| 2    | Fortunato Baliani  | CSF Group     | 11    |
| 3    | Vasil' Kiryenka    | Tinkoff       | 6     |
| 4    | Daniele Contrini   | Tinkoff       | 6     |
| 5    | Matteo Bono        | Lampre-N.G.C. | 5     |

### Classifica a squadre
| Pos. | Squadra                | Tempo     |
| ---- | ---------------------- | --------- |
| 1    | Tinkoff Credit Systems | 85h37'54" |
| 2    | Astana Team            | a 1'07"   |
| 3    | Caisse d'Epargne       | a 2'58"   |
| 4    | Team CSC-Saxo Bank     | a 4'34"   |
| 5    | Discovery Channel      | a 4'44"   |

## Punteggi UCI
| Pos.              | Corridore           | Squadra         | Punti |
| ----------------- | ------------------- | --------------- | ----- |
| 1                 | Andreas Klöden      | Astana          | 53    |
| 2                 | Kim Kirchen         | T-Mobile Team   | 41    |
| 3                 | Aleksandr Vinokurov | Astana          | 38    |
| 4                 | Stefan Schumacher   | Gerolsteiner    | 35    |
| 5                 | Janez Brajkovič     | Discovery Ch.   | 25    |
| 6                 | Jens Voigt          | Team CSC        | 20    |
| 7                 | Riccardo Riccò      | Saunier Duval   | 6     |
| 8                 | Robbie McEwen       | Predictor       | 3     |
| Koldo Fernández   | Euskaltel           | 3               |       |
| Matteo Bono       | Lampre              | 3               |       |
| 11                | Enrico Gasparotto   | Liquigas        | 2     |
| Michael Boogerd   | Rabobank            | 2               |       |
| Óscar Freire      | Rabobank            | 2               |       |
| Stuart O'Grady    | Team CSC            | 2               |       |
| 15                | Thor Hushovd        | Crédit Agricole | 1     |
| Sven Krauß        | Gerolsteiner        | 1               |       |
| Giovanni Visconti | Quick Step          | 1               |       |

| Pos. | Squadra               | Punti |
| ---- | --------------------- | ----- |
| 1    | Astana                | 19    |
| 2    | Caisse d'Epargne      | 18    |
| 3    | Team CSC              | 17    |
| 4    | Discovery Channel     | 16    |
| 5    | Liquigas              | 15    |
| 6    | T-Mobile Team         | 14    |
| 7    | AG2R Prévoyance       | 13    |
| 8    | Team Milram           | 11    |
| 9    | Rabobank              | 10    |
| 10   | Quick Step-Innergetic | 9     |
| 11   | Saunier Duval-Prodir  | 8     |
| 12   | Team Gerolsteiner     | 7     |
| 13   | Crédit Agricole       | 6     |
| 14   | Lampre-Fondital       | 5     |
| 15   | Predictor-Lotto       | 4     |
| 16   | Euskaltel-Euskadi     | 3     |
| 17   | Cofidis               | 2     |
| 18   | Bouygues Télécom      | 1     |

| Pos. | Nazione     | Punti |
| ---- | ----------- | ----- |
| 1    | Germania    | 109   |
| 2    | Lussemburgo | 41    |
| 3    | Kazakistan  | 38    |
| 4    | Slovenia    | 25    |
| 5    | Italia      | 12    |
| 6    | Spagna      | 5     |
| 7    | Australia   | 5     |
| 8    | Paesi Bassi | 2     |
| 9    | Norvegia    | 1     |